# Блёк, Иван Иванович
Иван Иванович Блёк (укр. Іван Іванович Бльок; внесён в списки погибших, как Иван Иванович Тур (укр. Іван Іванович Тур); 21 июля 1973, Городок — 20 февраля 2014, Киев) — украинский активист Евромайдана. Убит снайпером 20 февраля 2014 года на улице Институтской в Киеве. Герой Украины (2014, посмертно).

## Биография
Иван Блёк родился 21 июля 1973 года в городе Городок во Львовской области. Окончил местную СОШ № 3. Занимался предпринимательской деятельностью. Был сторонником идей партии «Свобода». Был женат, имел троих детей.
Иван был активным участником Евромайдана. Впервые прибыл на Площадь Независимости после силового разгона митингующих 30 ноября 2013 года. Потом приезжал в поддержку еще несколько раз: после Штурма Евромайдана силовиками 11 декабря 2013 года и 19 января 2014 года.
18 февраля Иван Блёк, вместе с друзьями, снова отправился в Киев на поддержку митингующих. Утром 20 февраля активист был убит на улице Институтской — снайпер попал ему в сердце.
Супруга — Блёк Наталья, девичья фамилия — Тур. Активиста иногда также называли Туром и в списки погибших был занесён под этой фамилией.

## Награды
- Звание Герой Украины с удостаиванием ордена «Золотая Звезда» (21 ноября 2014 года, посмертно) — за гражданское мужество, патриотизм, героическое отстаивание конституционных принципов демократии, прав и свобод человека, самоотверженное служение Украинскому народу, проявленные во время Революции достоинства[7].
- Медаль «За жертвенность и любовь к Украине» (УПЦ КП, июнь 2015 года) (посмертно)[8].